# Phénomène de transfert
Pour les articles homonymes, voir Transfert.
Un phénomène de transfert (ou phénomène de transport) est un phénomène irréversible durant lequel une grandeur physique est transportée par le biais de molécules. C'est un phénomène transversal présent dans tous les domaines de la science et en ingénierie. Tous les phénomènes de transport ont pour origine l'inhomogénéité d'une grandeur intensive. C'est la tendance spontanée des systèmes physiques et chimiques à rendre uniformes ces grandeurs qui provoquent le transport. 
Les entités transférées les plus connues sont la chaleur (transfert thermique), la matière (transfert de masse) et la quantité de mouvement (transfert de quantité de mouvement).
L’entité transférée est transportée par les porteurs de charge. Selon la nature de ces porteurs et les conditions dans lesquelles s’effectue le transfert, on peut distinguer la diffusion (transfert par diffusion), la convection (transfert par convection) et le rayonnement (transfert par rayonnement).
Le phénomène de transfert décrit certaines propriétés comme :
– la viscosité : transfert de quantité de mouvement dû à une inhomogénéité de vitesse ;
– la diffusion moléculaire : transfert du nombre de particule ou transfert de masse dû à une inhomogénéité de densité particulaire ;
– la diffusion thermique : transfert thermique (ou chaleur) si la température n'est pas uniforme ;
– la conductivité électrique : transfert de la charge électrique en cas de différence de potentiel.
Un transfert est caractérisé par une densité de flux de la grandeur transférée, déterminée par la relation suivante : 
{\displaystyle Densite\;de\;flux=Constante\cdot Gradient}
où le gradient est le gradient de la grandeur transférée. On obtient le flux en multipliant la densité de flux par la surface au travers de laquelle s'effectue le transfert. La constante sert à inclure les caractéristiques du système dans lequel a lieu le transfert (diffusion, radiation) ainsi que celles liées aux forces agissantes sur le système (convection).

## Diffusion

### Diffusion de la quantité de mouvement
Le comportement des fluides newtoniens obéit à la loi suivante, dite de Newton : 
{\displaystyle \tau _{yx}=-\mu \cdot {\frac {dv_{x}}{dy}}\qquad \left[N\;m^{-2}\right]}
On peut faire apparaître la diffusivité de la quantité de mouvement ν, ou viscosité cinématique, par une modification de la loi de Newton :
{\displaystyle \tau _{yx}=-\nu \cdot {\frac {d(v_{x}\rho )}{dy}}}

avec {\displaystyle \nu ={\frac {\mu }{\rho }}}

### Diffusion massique
Loi de Fick : {\displaystyle j_{a}=-D_{ab}\cdot {\frac {dC_{a}}{dx}}\qquad {\begin{bmatrix}mol\;m^{-2}\;s^{-1}\end{bmatrix}}}

Le coefficient de diffusion Dab est spécifique pour l'espèce a dans le milieu b.

### Diffusion thermique
Loi de Fourier : {\displaystyle q=-k\cdot {\frac {dT}{dx}}\qquad {\begin{bmatrix}W\;m^{-2}\end{bmatrix}}}

Appelée plus communément conduction thermique, cette équation peut être modifiée pour en faire apparaître la diffusivité thermique α:

{\displaystyle q=-\alpha \cdot {\frac {d(T\rho c_{p})}{dx}}}

avec {\displaystyle \alpha ={\frac {k}{\rho c_{p}}}}

### Diffusion de charge
Loi d'Ohm : {\displaystyle J=-\sigma \cdot {\frac {d\Phi }{dx}}\qquad {\begin{bmatrix}A\;m^{-2}\end{bmatrix}}}

Appelée plus communément conduction électrique, cette équation peut être modifiée pour en faire apparaître la diffusivité électrique, D±, par une modification de la loi d'Ohm:

{\displaystyle J=-D_{\pm }\cdot {\frac {d}{dx}}\left({\frac {(Fz_{e})^{2}\Phi }{RT}}\right)}

avec {\displaystyle D_{\pm }=\left[{\frac {RT}{(Fz_{e})^{2}}}\right]\cdot \sigma }

### Autre
Des équations semblables peuvent être définies pour le champ gravitationnel :
Densité de flux gravitationnel : {\displaystyle D_{g}=-\epsilon _{g}\cdot {\frac {d\Phi _{g}}{dr}}\qquad {\begin{bmatrix}kg\;m^{-2}\end{bmatrix}}}

Dans le cas d'un champ gravitationnel, on peut parler de transfert de graviton et ainsi associer ce phénomène à un phénomène de transfert.

## Convection
La convection se différencie de la diffusion par l'origine du transfert. Pour la diffusion, cette origine (qui est également la force motrice) est le gradient. Pour la convection, cette origine est une force externe. Ainsi par exemple, la convection thermique implique un déplacement de matière qui permet à l'énergie thermique d'être transférée. Pour la matière, le transfert convectif d'un composé est dû à un déplacement du milieu qui le contient. 

### Convection naturelle
La convection naturelle, aussi appelé convection gravitationnelle [réf. nécessaire], est due à la gravité et implique des différences de densité (ces dernières pouvant être causées par une différence de température ou une différence de concentration) dans un milieu homogène.

### Convection forcée
Le transfert est dû à une force externe d'origine mécanique le plus souvent (pompe, différence de niveau...) et est plus rapide que la convection naturelle.

## Rayonnement
Le rayonnement se fait à l'aide d'onde électromagnétique et est de ce fait réservé au transfert thermique. Dans ce dernier cas, le rayonnement est principalement dépendant de la température du corps chaud et n'est plus influencé par un quelconque gradient.

## Nombres adimensionnels
Les nombres adimensionnels sont des nombres sans dimensions (unité = 1). Ils sont le résultat du produit ou rapport de grandeurs ayant une dimension, de telle façon que le rapport des unités équivaut à un.
Ces nombres sont largement utilisés en phénomème de transfert pour décrire le rapport entre 2 transferts et pouvoir ainsi caractériser le transfert de manière indépendante des conditions dans lesquelles ce dernier a lieu. Ainsi il devient possible de comparer 2 situations avec des éléments différents et des conditions différentes. 

### Nombres en transfert de chaleur
- Nombre de Nusselt : {\displaystyle Nu={\frac {q_{total}}{q_{conduction}}}={\frac {hL_{c}}{k}}}

Le nombre de Nusselt (Nu) correspond au rapport entre le transfert thermique total et le transfert thermique par conduction.
- Nombre de Peclet : {\displaystyle Pe_{\text{thermique}}={\frac {q_{convection}}{q_{conduction}}}={\frac {L_{c}\cdot v}{\alpha }}}

Le nombre de Peclet thermique (Peth) correspond au rapport entre le transfert thermique par convection et le transfert thermique par conduction.
- Nombre de Stanton : {\displaystyle St_{\text{thermique}}={\frac {q_{total}}{q_{convection}}}={\frac {h}{v\cdot \rho \cdot c_{p}}}}

Le nombre de Stanton thermique (Stth) correspond au rapport entre le transfert thermique total et le transfert thermique par convection.
avec h le coefficient de transfert thermique, Lc la longueur caractéristique, k la conductivité thermique, α la diffusivité thermique et v la vitesse.

### Nombres en transfert de masse
- Nombre de Sherwood : {\displaystyle Sh={\frac {j_{total}}{j_{diffusion}}}={\frac {K_{M}L_{c}}{D}}}

Le nombre de Sherwood (Sh) correspond au rapport entre le transfert massique total et le transfert de masse par diffusion.
- Nombre de Péclet : {\displaystyle Pe_{M}={\frac {j_{convection}}{j_{diffusion}}}={\frac {L_{c}\cdot v}{D}}}

Le nombre de Peclet massique (PeM) correspond au rapport entre le transfert massique par convection et le transfert de masse par diffusion.
- Nombre de Stanton : {\displaystyle St_{\text{massique}}={\frac {j_{total}}{j_{convection}}}={\frac {K_{M}}{v}}}

Le nombre de Stanton massique (StM) correspond au rapport entre le transfert massique total et le transfert de masse par convection.
avec KM le coefficient de transfert de masse, Lc la longueur caractéristique, D le coefficient de diffusion et v la vitesse.

### Nombres en transfert simultané
Il s'agit de transferts mixtes: chaleur-masse, chaleur-quantité de mouvement, masse-quantité de mouvement.
- Nombre de Prandtl : {\displaystyle Pr={\frac {\nu }{\alpha }}}

Le nombre de Prandtl (Pr) caractérise le transfert simultané de chaleur et de quantité de mouvement.
- Nombre de Schmidt : {\displaystyle {\mathit {Sc}}={\frac {\nu }{D}}}

Le nombre de Schmidt (Sc) donne l'importance relative du transfert de masse et de quantité de mouvement.
- Nombre de Lewis : {\displaystyle {\mathit {Le}}={\frac {\alpha }{D}}}

Le nombre de Lewis (Le) caractérise le transfert combiné de chaleur et de masse.
avec D le coefficient de diffusion, α la diffusivité thermique et ν la viscosité cinématique.